# 弗朗西斯科·阿尔诺
弗朗西斯科·阿尔诺（1975年3月23日—2021年5月22日），西班牙已退役足球运动员，司职守门员，在16年的职业生涯中，效力于巴塞罗那和马拉加，在12个赛季中参加了126场西甲比赛，后来先后担任马拉加体育职员、体育总监与皇家奥维多的体育总监。
2021年5月22日，突然逝世于奥维耶多的La Corredoria火车站，接近铁轨，享年46岁。

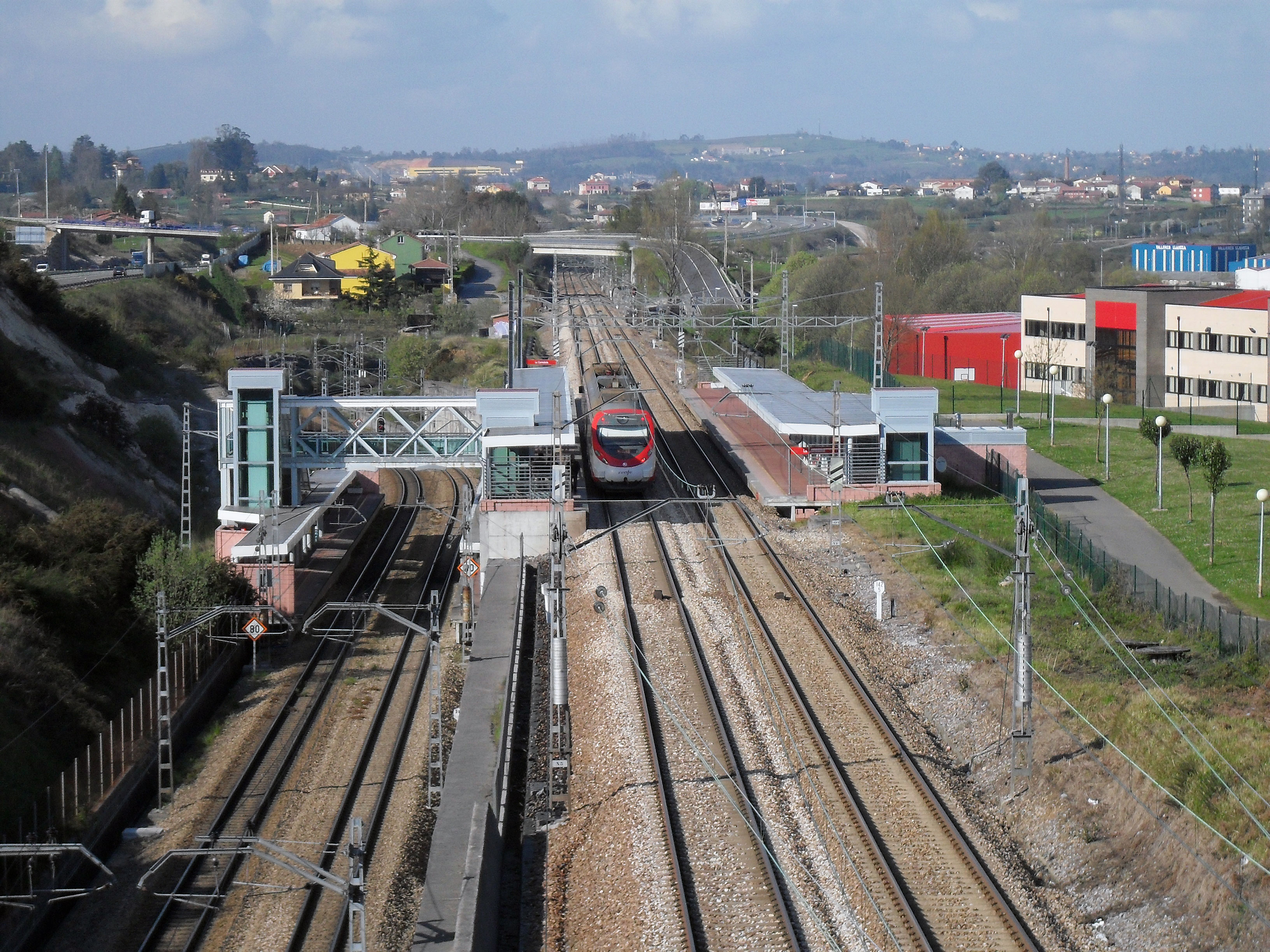
La Corredoria火车站

## 荣誉

### 俱乐部
巴塞罗那
- 欧洲优胜者杯冠军：1996-97
- 西甲冠军: 1998–99[1]
- 西班牙国王杯冠军：1996-97

马拉加
- 国际托托杯冠军：2002

### 国家队
西班牙U21
- 欧洲U-21足球锦标赛冠军: 1998年欧洲U-21足球锦标赛（英语：1998 UEFA European Under-21 Championship）[5]

### 个人
1998年欧洲U-21足球锦标赛最佳球员

## 相关链接
- 弗朗西斯科·阿尔诺在BDFutbol中的档案
- Soccerway資料庫：弗朗西斯科·阿尔诺
- 弗朗西斯科·阿尔诺在FootballDatabase.eu中的档案